# Togea albofasciata
Togea albofasciata är en stekelart som beskrevs av Tohru Uchida 1926. Togea albofasciata ingår i släktet Togea och familjen brokparasitsteklar. Inga underarter finns listade i Catalogue of Life.